# 黃唇線柱蘭
黃唇線柱蘭（学名：Zeuxine sakagutii）为蘭科線柱蘭屬下的一个种。

## 扩展阅读
- 維基物種上的相關：黃唇線柱蘭